# Rudolf Marik
Rudolf Marik (* 7. Dezember 1900 in Prag; † 5. Dezember 1976 in Wien) war Theaterdirektor, Schauspieler und Chorsänger.

## Leben
Er trat 1918 als Chorsänger auf und sammelte erste Bühnenerfahrungen, wurde dann Theatersekretär bzw. Theaterdirektor (Wanderjahre nach Chemnitz, Dresden, Marienbad und Pilsen). Nach Wien zurückgekehrt, wurde er 1943 Vizedirektor und 1945 Direktor des „Neuen Schauspielhauses“, 1947–1976 leitete er das Raimundtheater, als dessen Retter er bezeichnet wurde, insbesondere als 1966/1967 dies Schließung dieser damals einzigen Wiener Operettenbühne drohte.
In seiner Amtszeit wurden Operetten mit Johannes Heesters, Marika Rökk und Zarah Leander aufgeführt. Viele andere bekannte und  berühmte Darsteller begannen hier ihre Karriere, wie zum Beispiel Hansi Niese, Paula Wessely, Attila Hörbiger und Karl Skraup.

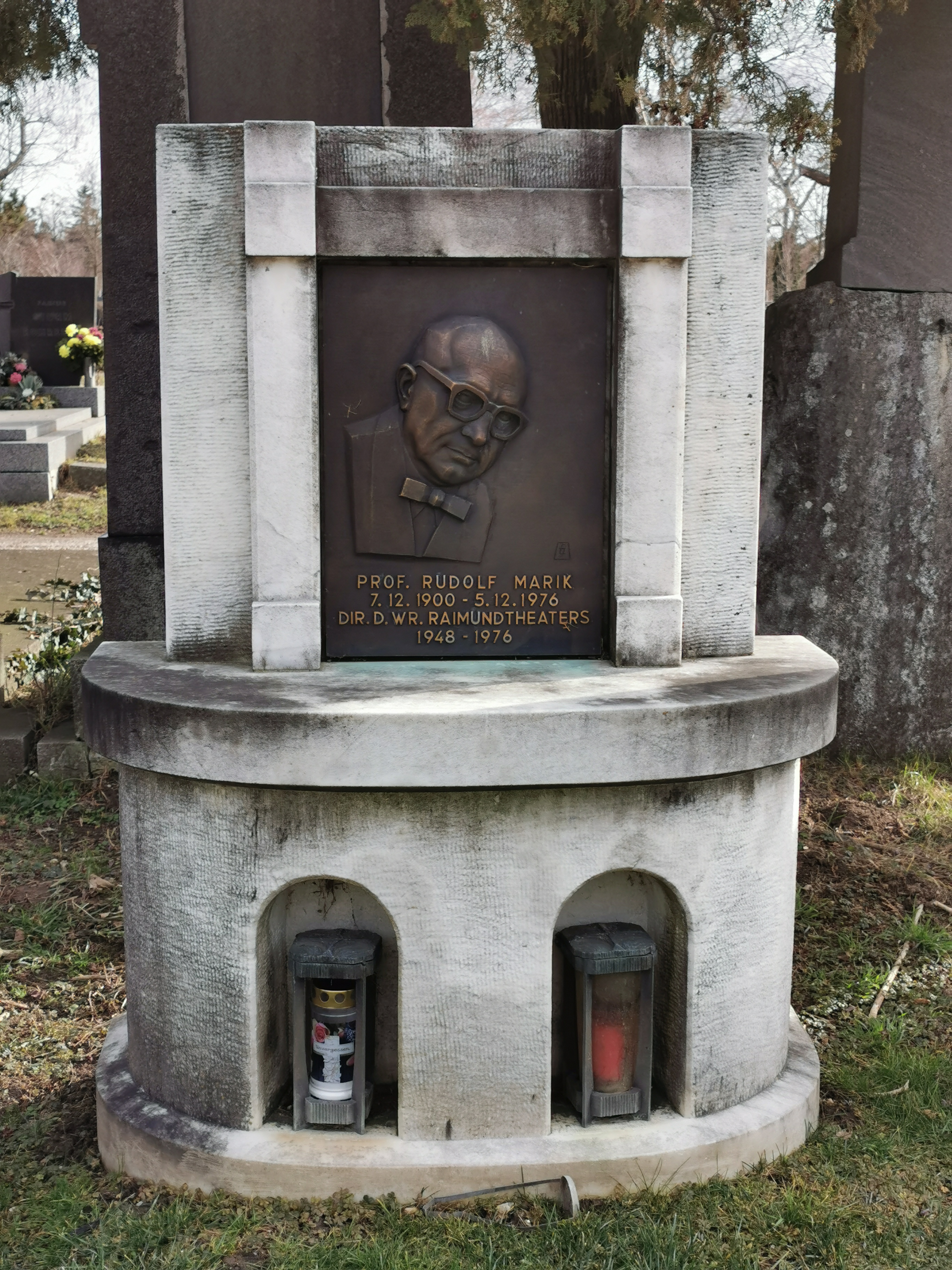
Rudolf Marik Grabstätte

Seine letzte Ruhestätte fand er in einem ehrenhalber gewidmeten Grab (40–48) auf dem Wiener Zentralfriedhof.